# Discosura popelairii
Discosura popelairii là một loài chim trong họ Chim ruồi.